# Pocit
Pocit může být slabě vnímaná i obtížně pojmenovatelná emoce, myšlenka, vjem, případně jejich kombinace. Různé pocity jsou součástí lidského prožitku nebo i zážitku, tedy každého běžně prožívaného lidského života. Může se jednat o pocity libé, nelibé, pozitivní, negativní nebo i neutrální. Pocit obvykle vyjadřuje něco, co člověk neumí sám přesně pojmenovat a vyhodnotit a co on sám vnímá jak smyslově, tak mimosmyslově.
Některé pocity umíme pojmenovat dobře, zejména se jedná o pocity vztahující se k fungování našeho vlastního, tedy svého lidského těla. Často pociťujeme různé biologické a fyziologické potřeby (hlad, žízeň, chlad, teplo, nutnost vyměšování apod.) nebo fyziologické pochody (třeba bolest, nevolnost, závrať apod.)
Mnohé lidské pocity bývají tzv. smíšené, jedná se o jejich různorodou směs.
Pocity spojené s osobním prožitkem našeho vědomí se ve filosofii označují jako qualia.